# 国家电子计算机工业总局
国家电子计算机工业总局是已撤销的中华人民共和国国务院下属的机构，存在于1979年至1982年，管理全国电子计算机工业。

## 历史
1973年1月，第四机械工业部在北京召开了“电子计算机首次专业会议”（7301会议），确定研制小、中、大3个系列计算机的任务，以中小型机为主，着力普及和运用，组织DJS-100系列小型计算机和DJS-200系列大型计算机研制。1973年8月26日，研制成功百万次电子数字计算机DJS-150机。1974年8月天津无线电研究所的16位50万次DJS-130小型多功能计算机（NOVA系列兼容机）通过鉴定。100系列计算机至1989年底共生产了近千台。 
1974年8月，周恩来批准“748工程”，分三个子项目：汉字通信、汉字情报检索和汉字精密照排，列入了1975年国家科学技术发展规划；并提出紧跟国际潮流开始研制微型机。1976年3月四机部决定成立计算机生产技术局（第三生产技术局），由郭平欣副局长主持工作，主管计算机科技开发和生产，下设计算机处及外部设备处。从保加利亚引进近千台6兆及29兆字节磁盘机，还先后引进了磁带机、磁盘机、软磁盘机、软盘输入机、针式打印机、喷墨印刷机、读卡机、光学符号读出机、显示终端、图形显示器等外部设备。郭平欣发现了北大教师王选的字模信息数字压缩方案最有前途，1976年6月将已经上马的北京市出版局和北京新华印刷厂的“精密照排系统”等模拟存储方案停了下来，启用王选的方案。
1977年4月，四机部在合肥召开全国微型机专业会议，确定发展DJS050和DJS060两个微型机系列，分别仿制Intel 8080与M6800芯片。同时，清华大学、安徽无线电厂和六所等联合设计DJS050微型机通过鉴定。1977年至20世纪80年代初，中国陆续研制成功DJS-051、052、053、054、055、060、062、063微型机。1983年12月电子部六所开发成功“长城0520”为IBM PC的兼容机。
1979年3月21日国务院决定成立电子计算机工业总局，直属国务院，由第四机械工业部代管。1979年8月正式成立。10月中共中央组织部任命国家计算机工业总局局领导和党组成员。四机部副部长李瑞兼任局长、局党组书记。
1979年7月计算机总局在北京召开全国第一次计算机工业计划会议，总结了我国计算机工业发展的六条经验教训，提出了七项重要的方针政策。同月，计算机汉字编辑排版系统主体工程在北京大学研制成功。
1982年5月，第五届全国人民代表大会常务委员会第二十三次会议通过了关于国务院部委机构改革实施方案的决议，国家电子计算机工业总局并入电子工业部。
1983年中科院计算所完成千万次大型向量机757机，国防科大研制成功“银河I”亿次巨型计算机。两者均支持向量Fortran编译系统。

## 机构设置
- 办公室
- 计划处
- 调度处
- 基建处
- 物资处
- 综合技术处
- 外部设备处
- 主机处
- 软件处
- 军工处
- 财务处
- 人事处
- 教育劳资处
- 外事办
- 引进办
- 总局软件登记中心：1981年在北京出版《软件产品公报（第一期）》
- 计算机技术服务公司（后改为中国计算机技术服务公司），1980年1月成立在北京工人体育场租房开业
- 中国软件技术公司1981年12月成立
- 第六研究所（四机部六所、“电子技术推广应用研究所”、“华北计算机系统工程研究所”、“电子部六所”）
- 第三十二研究所（华东计算技术研究所）
- 中国电子技术进出口公司：与美国霍尼威尔公司签订的DPS-8计算机（英语：Honeywell 6000 series）技术、设备和服务协议。

## 领导
- 局长、党组书记李瑞(1979. 3-1982.5)：原四机部生产调度局局长、第三生产技术局局长。1977年后，任四机部副部长兼国家电子计算机工业总局党组书记、局长。1982年5月后任电子工业部副部长。；
- 副局长，党组成员郭平欣，分管科技与外事。
- 副局长兼第四机械工业部第19研究院院长：钱文极
- 副局长边
- 副总工程师：林行之，杨天行